# 至義
至靈於官職名稱上，為中國古代文官官職。在清朝之位階為正八品。講經一職通常配置於道錄司，屬道教宗教事宜的基層官員，其上有演法及至靈。1910年代，清朝滅亡後，該官職廢除。